# Uznach

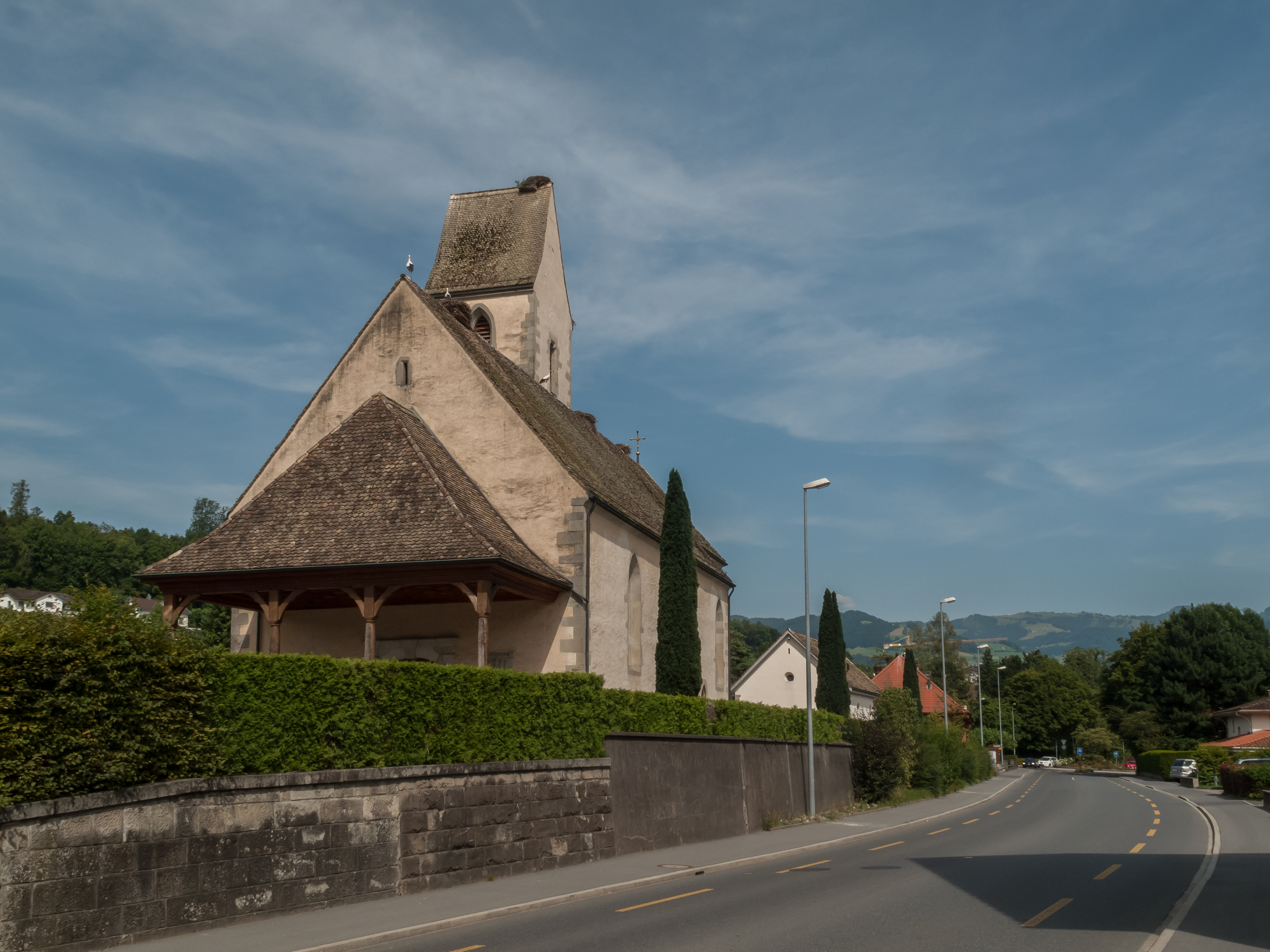
Uznach, kerk (katholische Friedhofkirche heilige Kreuz) met kapel

Uznach is een gemeente en plaats in het Zwitserse kanton Sankt Gallen, en maakt deel uit van het district See-Gaster.
Uznach telt 5563 inwoners.

## Geboren
- Leela Egli (2006), voetbalster